# Tholin

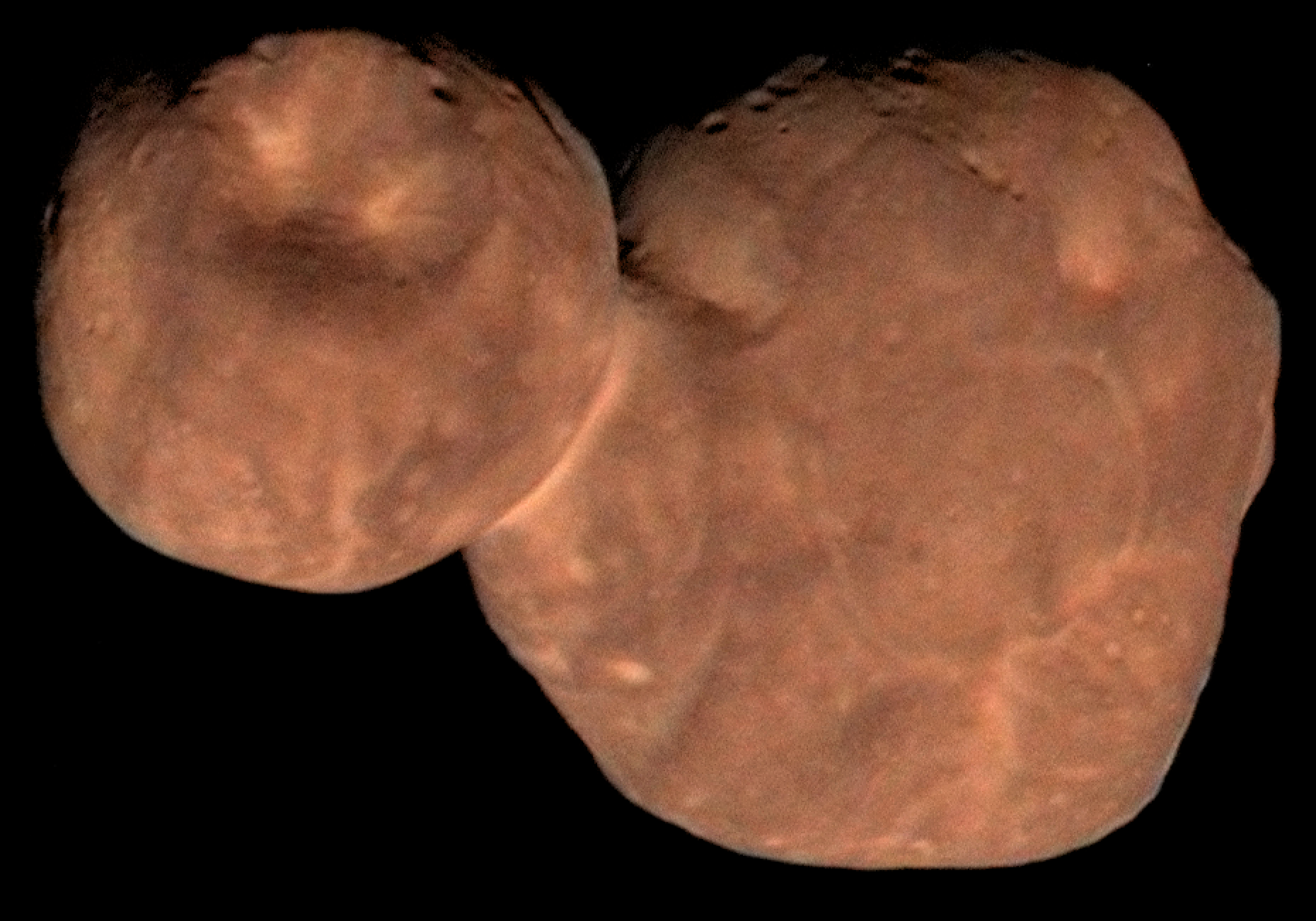
Hình ảnh tổng hợp màu do New Horizons chụp 486958 Arrokoth hiển thị màu đỏ do tholin có trên bề mặt của nó

Tholins (có nguồn gốc từ chữ Hy Lạp θολός  (tholós) "Mờ nhạt" hoặc "bùn lầy"; từ tiếng Hy Lạp cổ có nghĩa là "mực sepia") là một loạt các hợp chất hữu cơ được hình thành do tia cực tím hoặc tia vũ trụ chiếu xạ các hợp chất chứa carbon đơn giản như cacbon dioxide (CO
2), metan (CH
4) hoặc etan (C
2H
6), thường kết hợp với nitơ (N
2) hoặc nước (H
2O). Tholin là các vật liệu giống như polymer bị sắp xếp rối loạn được tạo thành từ các chuỗi lặp lại của các tiểu đơn vị được liên kết và các tổ hợp chức năng phức tạp. Tholin không hình thành tự nhiên trên Trái Đất ngày nay, nhưng chúng được tìm thấy rất nhiều trên bề mặt của các vật thể băng ở phía ngoài Hệ Mặt Trời, và dưới dạng các aerosol màu đỏ trong bầu khí quyển của các hành tinh và mặt trăng của phía ngoài Hệ Mặt trời.
Với sự hiện diện của nước, tholin có thể là nguyên liệu thô cho hóa học prebiotic, tức là hóa học không phải trên các vật thể sống, nhưng tạo thành các hóa chất cơ bản hình thành nên sự sống. Sự tồn tại của chúng có ý nghĩa đối với nguồn gốc sự sống trên Trái Đất và có thể trên các hành tinh khác. Với tư cách là các hạt trong khí quyển, tholin tán xạ ánh sáng và có thể ảnh hưởng đến môi trường sống.